# Tobias Dantzig
Tobias Dantzig (19 de fevereiro de 1884 — Los Angeles, 9 de agosto de 1956) foi um matemático russo-americano, nascido na Latvia (Letónia), pai de George Bernard Dantzig.
Doutorou-se em 1917 na Universidade de Indiana, nos Estados Unidos.

## Obras
- Number: the language of Science - ISBN 978-0452288119
- Henri Poincaré, Critic of Crisis
- Talen, vetenskapens språk
- Mathematics in Ancient Greece - ISBN 978-0486453477